# The Voca People
The Voca People (Hebreeuws: ווקה פיפל) is een Israëlische muziekgroep bestaande uit acht zangers, die zich hebben gespecialiseerd in a capella en beatbox. Ze maken muziek door met enkel hun stem instrumenten en andere klanken na te bootsen, tot een compleet orkest aan toe. De groep werd bedacht door Lior Kalfo en Shai Fishman. 

## Optredens
De Voca People vertellen als onderdeel van hun act dat ze buitenaardse wezens zouden zijn van de planeet Voca, waar men met uitsluitend geluiden communiceert. Ook hun ruimteschip zou door muziek aangedreven worden. Ze gaan tijdens hun optredens altijd geheel in het wit gekleed, en hun gezichten zijn tevens wit geschminkt op de lippen na; die zijn rood. Hun motto is "Life is music and music is life".
De groep heeft behalve in hun thuisland Israël ook opgetreden in Spanje, de Verenigde Staten, Frankrijk, Italië, Zwitserland, Engeland en België. Bij een optreden wordt vaak het publiek betrokken in de act, en wordt niet zelden geïmproviseerd. In Italië verkregen ze bekendheid door een YouTubeclip die 15 miljoen keer bekeken werd in minder dan een jaar tijd. Tevens hadden ze daar een reeks televisieoptredens, waaronder in de show Ale e Franz op 28 september 2009., Domenica In, en de Italiaanse X-Factor.

## Leden
- Beat On: Boaz Ben David / Chen Zimerman / Leor Zeitouni / Nadav Eder
- Scratcher: Inon Ben David/ Ofir Tal / Ran Cimer
- Tuba's: Eyal Cohen / Shimon Smith / Alon Shar / Roie Busany
- Tenoro: Gilan Shahaf / Ashot Gasparian / Jacob Schneinder / Idan Tendler / Ido Fermon
- Alta: Adi Kozlovsky / Maya Pennington / Vered Regev
- Mezzo: Sapir Braier / Naama Levy / Vered Sasportas / Sharon Lalum
- Bari-tone: Oded Goldstein / Moran Sofer / Jacob Schneinder
- Soprana: Rahmin Liraz / Alona Alexander / Liran Saporta / Michelle Green / Doris Nemni / Michal Reshef